# Tavira
Tavira es una ciudad portuguesa del distrito de Faro, región del Algarve. 
El municipio tiene 607 km² de área y 27 530 habitantes (2021). Está subdividido en seis freguesias. Limita al noreste con el municipio de Alcoutín, al este con Castromarín y Villarreal de San Antonio, al suroeste con Olhão, al oeste con São Brás de Alportel y Loulé y al sur con el océano Atlántico. 
Es un destino turístico destacado dentro de la región del Algarve.

## Demografía
| Gráfica de evolución demográfica de Tavira entre 1864 y 2021 |
|                                                              |
| Datos según el nomenclátor publicado por el INE portugués.   |

## Organización territorial
El municipio de Tavira está formado por seis freguesias:
- Cachopo
- Conceição e Cabanas de Tavira
- Luz de Tavira e Santo Estêvão
- Santa Catarina da Fonte do Bispo
- Santa Luzia
- Tavira (Santa Maria e Santiago)

Al sur de la ciudad se encuentra la isla de Tavira.

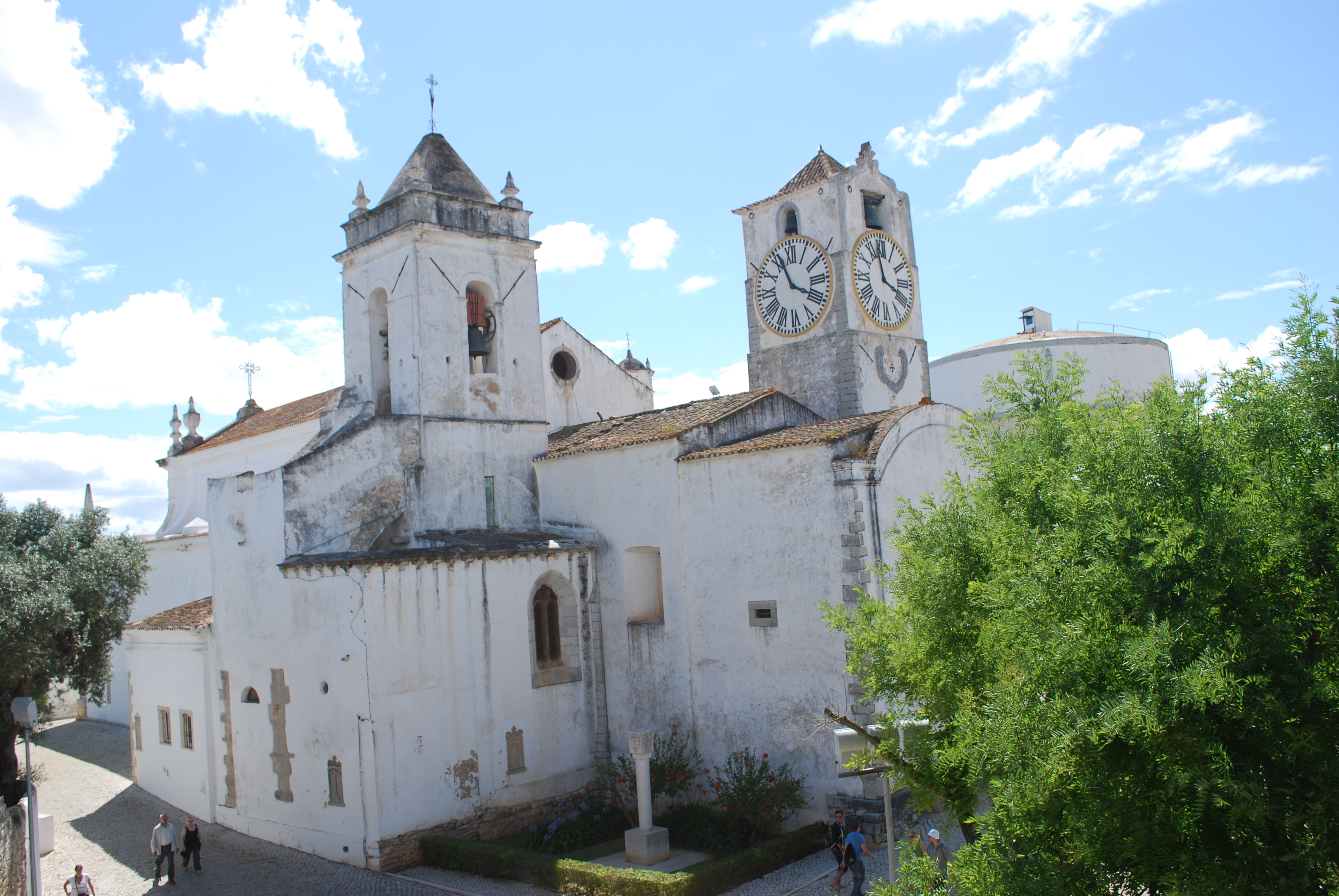
Iglesia de Santa Maria do Castelo.